# Modèle scandinave

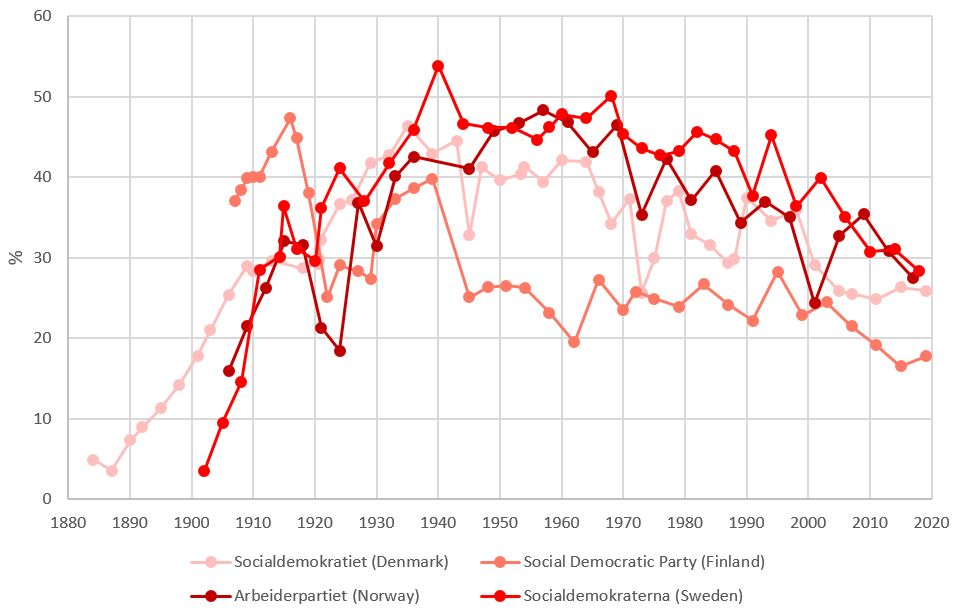
Pourcentage de voix des principaux partis sociaux-démocrates au Danemark, en Finlande, en Suède et en Norvège.

Le modèle scandinave (ou capitalisme scandinave ou social-démocratie scandinave), — ou plutôt que scandinave, nordique, ce qui permet aussi d'y inclure la Finlande, qui n'est pas scandinave — fait référence au modèle économique et aux modèles sociaux des pays scandinaves (Danemark, Norvège et Suède), ou nordiques (en y ajoutant donc la Finlande et l'Islande), conjuguant économie de marché et état-providence.
Bien qu’il existe des différences significatives entre les pays scandinaves ou nordiques, ils ont tous des points communs. Ceux-ci incluent le soutien « universel » à l'état-providence (par rapport aux autres pays développés) qui vise spécifiquement l’amélioration de l’autonomie individuelle, la promotion de la mobilité sociale et l’application universelle des droits de l’homme, ainsi que la stabilisation de l’économie, tout en soutenant le libre-échange. Ce modèle se distingue des autres types d’états-providence en mettant l’accent sur le plein-emploi, la promotion de l’égalité des sexes, des allocations sociales importantes et égalitaristes, une large redistribution des recettes et une politique budgétaire libérale expansionniste.
Le modèle scandinave ou nordique est décrit comme un système combinant un capitalisme concurrentiel avec un secteur public important (environ 30 % de la population active). En 2013, The Economist décrivait ces pays comme « des libres-échangistes robustes résistant à la tentation d’intervenir, même pour protéger leurs entreprises emblématiques », tout en cherchant des moyens d’atténuer les effets les plus durs du capitalisme, et déclara que les pays le suivant « sont probablement les mieux gouvernés du monde. », La combinaison scandinave ou nordique d’importantes subventions sociales publiques et d’une culture de l’individualisme a été décrite par Lars Trägårdh, du Ersta Sköndal University College, comme de « l’individualisme étatiste ». Certains économistes décrivent ce modèle comme une forme de capitalisme « en peluche » ayant des bas niveaux d’inégalités, des états-providence généreux et une concentration réduite des hauts-revenus. Ce modèle contrastant avec le capitalisme plus « sauvage » des États-Unis, aux fortes inégalités et à la forte concentration des hauts revenus.
Pourtant, le modèle scandinave n’est pas un système de politiques et de lois identique dans tous les pays ; chaque pays nordique possède son propre modèle socio-économique, parfois très différent de celui de ses voisins. Bien que les réformes libérales de la Suède aient réduit le rôle du secteur public durant ces dernières décennies, entraînant ainsi l’augmentation des inégalités la plus rapide de tous les pays de l’OCDE, les inégalités de revenus en Suède restent néanmoins plus basses que dans la plupart des autres pays. Et permettant de remettre le pays sur la voie de la croissance, du désendettement et du chômage faible.

## Présentation
L’ouvrage The Nordic Model - Embracing globalization and sharing risks donne les caractéristiques de ce système :
- Un filet de protection sociale sophistiqué, conjugué à des services publics comme la gratuité scolaire et la couverture maladie universelle[9].
- Des droits de propriété forts, des poursuites en cas de rupture de contrat et en général une facilitation à la création d’entreprises[10].
- Un régime des retraites public[9].
- Peu d’entraves au libre-échange[11]. Cela est combiné au partage collectif des risques (programmes sociaux, institutions du marché du travail) qui a fourni une forme de protection contre les risques associés à l’ouverture économique[9].
- Une faible régulation du marché des produits. Les pays scandinaves ou nordiques sont les plus permissifs d’après les classements de l’OCDE[9].
- Des niveaux de corruption bas[9]. Selon l’Indice de Perception de la Corruption 2014 de l’ONG Transparency International, cinq pays nordiques étaient parmi les douze pays les moins corrompus des 176 pays évalués, et le Danemark, la Finlande, la Suède et la Norvège faisaient partie du top 5[12].
- Un fort pourcentage de travailleurs appartenant à un syndicat professionnel[13]. En 2016, le taux de syndicalisation était de 85,5 % pour l'Islande, de 67,2 pour le Danemark, 66,7 % pour la Suède, 64,6 % pour la Finlande et 54,8 % pour la Norvège, il n'était que de 12,5 % au Mexique et 10,3 % aux États-Unis[14]. La faible densité de syndicats professionnels en Norvège s’explique principalement par l'absence du système de Gand. En revanche, le Danemark, la Finlande et la Suède ont tous des caisses de chômage dirigées par les syndicats[15].
- Un partenariat entre les employeurs, les syndicats et le gouvernement, où ces partenaires sociaux négocient les textes régissant les conditions de travail entre eux plutôt qu’ils soient imposés par la loi[16]. La Suède a décentralisé la coordination salariale, tandis que la Finlande est classée la moins flexible dans ce domaine[9]. Les changements économiques ont fait naître la peur parmi les salariés et l’opposition des syndicats aux réformes[9]. En même temps, les réformes et un développement économique favorable semblent avoir réduit le chômage qui était habituellement plus élevé. Au Danemark, les Socio-Démocrates ont réussi à faire passer des réformes en 1994 et 1996 (voir Flexisécurité).
- Des dépenses publiques élevées, représentant 56,6 % du PIB en Suède, 51,7 % au Danemark, et 48,6 % en Finlande[11]. La principale raison de ces dépenses est le nombre important d’employés du secteur public. Ces employés travaillent dans des secteurs divers incluant l’éducation, la santé et le gouvernement. Ils bénéficient souvent d’un emploi à vie et représentent environ un tiers de la population active (plus de 38 % au Danemark). Les dépenses publiques en aides sociales telles que les allocations chômage et les programmes de retraites anticipées sont élevées. En 2001, les allocations chômage fondées sur les salaires représentaient 90 % du salaire au Danemark et 80 % en Suède, en comparaison de 75 % aux Pays-Bas et 60 % en Allemagne. Les chômeurs pouvaient également toucher leurs allocations pendant plusieurs années sans qu’elles diminuent, tandis qu’elles baissaient plus rapidement dans d’autres pays.
- Les dépenses publiques pour la santé et l’éducation sont significativement plus hautes au Danemark, en Suède et en Norvège en comparaison des moyennes de l’OCDE[17].
- Généralement, l’incidence fiscale (en pourcentage du PIB) est parmi les plus hautes au niveau mondial ; Suède (51,1 %), Danemark (46 % en 2011)[18], et Finlande (43,3 %) comparé aux pays non-nordiques comme l’Allemagne (34,7 %), le Canada (33,5 %) et l’Irlande (30,5 %).
- Le World Happiness Report 2013 des Nations unies montre que les nations les plus heureuses se concentrent en Europe du Nord, avec le Danemark en tête de liste. Les nordiques ont les scores les plus élevés en matière de PIB réel par habitant, d’espérance de vie, d’avoir quelqu’un sur qui compter, de liberté de choix de vie, de générosité et d’affranchissement de la corruption[19].
- Les pays nordiques ont reçu les scores les plus élevés selon l’index mondial des droits 2014 édité par la Confédération Syndicale Internationale, le Danemark étant la seule nation ayant reçu un score parfait[20].

## Le modèle social scandinave ou nordique
Le modèle social scandinave ou nordique fait référence aux politiques sociales des pays qui l'ont adopté, qui se rattachent à leurs politiques du marché du travail.
Bien qu’il existe des différences entre les pays scandinaves ou nordiques, ils ont tous en commun un engagement fort pour la cohésion sociale, une protection sociale à caractère universel préservant l’individualisme en fournissant une protection aux individus et aux groupes les plus vulnérables de la société, et le développement maximal de la participation du public aux processus de décision sociaux. Ces derniers étant ouverts à la flexibilité et à l’innovation de la protection sociale. Les systèmes sociaux scandinaves ou nordiques sont principalement financés par l’impôt.
En dépit de valeurs communes, les pays scandinaves ou nordiques ont des approches pratiques de l’état-providence différentes. Le Danemark a fortement privatisé les services publics et la protection sociale tout en ayant une politique d’assimilation de l’immigration. Le modèle social islandais est basé sur le bien-être au travail (voir workfare) tandis que l’état-providence finlandais donne au secteur volontaire un rôle à jouer significatif dans la fourniture de soins aux personnes âgées. La Norvège se repose davantage sur une protection sociale publique.

### Réduction de la pauvreté
Le modèle scandinave ou nordique a significativement réduit la pauvreté. En 2011, les taux de pauvreté, avant la prise en compte de l’effet de l’impôt et des transferts, était de 24,7 % pour le Danemark, 31,9 % pour la Finlande, 21,6 % pour l’Islande, 25,6 % pour la Norvège et 26,5 % pour la Suède. Après la prise en compte de l’effet de l’impôt et des transferts, les taux de pauvreté pour la même année étaient respectivement de 6 %, 7 %, 5,7 %, 7,7 % et 9,7 %, pour une réduction moyenne de 18,7 points de pourcentage. Comparé aux États-Unis, qui ont un taux de pauvreté avant l’impôt de 28,3 % et après l’impôt de 17,4 % pour une réduction de 10,9 points de pourcentage, les effets de l’impôt et des transferts sur la pauvreté dans tous les pays scandinaves ou nordiques sont considérablement plus importants. Pourtant, en comparaison avec la France (réduction de 27 points de pourcentage) et l’Allemagne (réduction de 24,2 points de pourcentage), l’impôt et les transferts dans les pays scandinaves ou nordiques sont en moyenne moins élevés.

## Histoire
Le modèle scandinave ou nordique est fondé sur le "grand compromis" entre travailleurs et employeurs dont le fer de lance est les partis travailleurs et agricoles des années 1930. Après une longue période de crise économique et de lutte des classes, le "grand compromis" sert de fondement à l'organisation du marché du travail de l'après-guerre. Les caractéristiques clefs du modèle scandinave furent la coordination centralisée de la négociation des salaires entre employés et institutions du travail, la définition d'un partenariat social, comme proposer des solutions pacifiques pour résoudre les conflits qui opposaient travailleurs et capitalistes.
De plus, le modèle nordique (souvent lié aux Social-démocraties) repose en fait essentiellement sur des partis politiques sociaux-démocrates, centristes et de droite, particulièrement en Finlande et en Islande à la suite du pacte social ayant émergé du « Grand compromis » entre capitalistes et travailleurs. L'influence de chacun de ces facteurs sur chaque nation nordique varie selon que les partis sociaux-démocrates jouent un rôle majeur dans la vie politique comme en Suède et en Norvège, ou que des partis de droite façonnent les modèles sociaux comme en Finlande et en Islande.
La sécurité sociale et les doctrines de marchandage collectif des salaires s'amenuisèrent au fil des flux économiques des années 1980 ainsi que de la crise économique des années 1990 à la suite de restrictions des budgets leur étant alloués, particulièrement en Finlande et en Islande. Néanmoins, les dépenses investies dans le bien-être de la population reste supérieures à la moyenne européenne.

## Perspectives étrangères
Jerry Mander assimile le modèle scandinave ou nordique à une sorte d’économie « hybride » présentant un mélange de visions capitalistes et socialistes. Lane Kenworthy recommande aux États-Unis de passer progressivement à un système économique similaire à celui des pays scandinaves.
Le sénateur américain Bernie Sanders, qui se décrit comme social-démocrate, est un adepte fervent du système danois,,. Le Prix Nobel d’économie Joseph Stiglitz a remarqué que l'ascenseur social fonctionne mieux dans les pays scandinaves qu’aux États-Unis et soutient que la Scandinavie est désormais la terre d’opportunité que les États-Unis furent auparavant.
Selon Naomi Klein, l’ancien dirigeant soviétique Mikhaïl Gorbatchev chercha à conduire l’URSS dans la même direction que le système scandinave, en combinant le libre-échange à un filet de protection sociale, tout en maintenant publics les secteurs clés. Une recette qu’il croyait capable de transformer l’URSS en un « phare socialiste pour toute l’humanité »,.